# Eva Breindl
Eva Breindl (auch Eva Breindl-Hiller, * 3. Dezember 1958 in Augsburg) ist eine deutsche Germanistin.

## Leben
Eva Breindl studierte von 1978 bis 1985 Germanistik, Altphilologie, Deutsch als Fremdsprache und Italianistik an der Universität München (1985 Magister Artium in Germanistischer Linguistik). Nach der Promotion 1988 in den Fächern Germanistische Linguistik, Italianistik und Deutsch als Fremdsprache wirkte sie von 1993 bis 2010 als wissenschaftliche Angestellte in der Abteilung Grammatik des Leibniz-Instituts für Deutsche Sprache in Mannheim. 2010 folgte sie dem Ruf auf die W2-Professur für Germanistische Linguistik mit Schwerpunkt Deutsch als Fremdsprache an der Friedrich-Alexander-Universität Erlangen-Nürnberg.
Ihre Forschungsschwerpunkte sind Schnittstellenphänomene zwischen Syntax, Semantik, Informationsstruktur und Diskurs, Satzverknüpfung, Präpositionen und Präpositionalphrasen, Funktionswort-Lexikographie, Grammatik für Deutsch als Fremdsprache und Lernerkorpusforschung Deutsch als Fremdsprache.

## Schriften (Auswahl)
- Präpositionalobjekte und Präpositionalobjektsätze im Deutschen. Tübingen 1989, ISBN 3-484-30220-8.
- mit C. Bahlmann, H.-D. Dräxler, K. Ende: Unterwegs. Lehrwerk für die Mittelstufe Deutsch als Fremdsprache., Berlin u. a. 1998, Langenscheidt, ISBN 978-3-468-47641-9.
- mit Ulrich Waßner, Renate Pasch und Ursula Brauße: Handbuch der deutschen Konnektoren. Band 1: Linguistische Grundlagen der Beschreibung und syntaktische Merkmale der deutschen Satzverknüpfer (Konjunktionen, Satzadverbien und Partikeln). De Gruyter, Berlin / New York 2003.
- als Herausgeberin mit Lutz Gunkel und Bruno Strecker: Grammatische Untersuchungen. Analysen und Reflexionen. Gisela Zifonun zum 60. Geburtstag. Tübingen 2006, ISBN 3-8233-6229-1.
- mit Maik Walter: Der Ausdruck von Kausalität im Deutschen. Eine korpusbasierte Studie zum Zusammenspiel von Konnektoren, Kontextmerkmalen und Diskursrelationen. Mannheim 2009, ISBN 978-3-937241-30-2.
- als Herausgeberin mit Gisella Ferraresi und Anna Volodina: Satzverknüpfungen. Zur Interaktion von Form, Bedeutung und Diskursfunktion. Berlin 2011, ISBN 978-3-11-023435-0.
- als Herausgeberin mit Annette Klosa: Funktionswörter|buch|forschung. Zur lexikographischen Darstellung von Partikeln, Konnektoren, Präpositionen und anderen Funktionswörtern. Olms, Hildesheim 2013, ISBN 978-3-487-15076-5.
- mit Anna Volodina und Ulrich Waßner: Handbuch der deutschen Konnektoren. Band 2: Semantik. De Gruyter, Berlin / New York 2014.